# Země prince Ruprechta

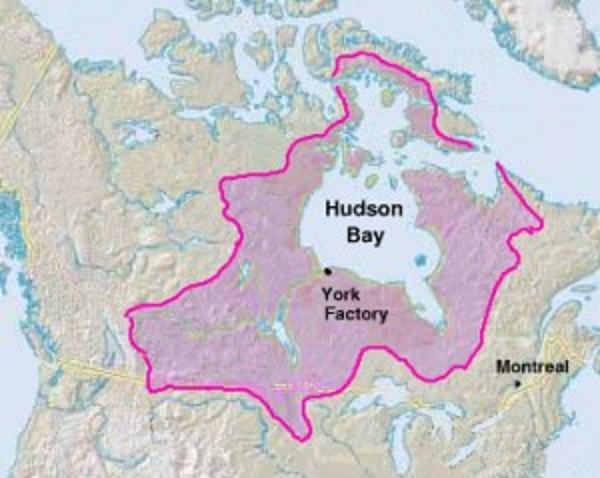
Země prince Ruprechta

Země prince Ruprechta (resp. Země prince Ruperta, anglicky Rupert's Land) je historické území v Severní Americe, definované jako povodí všech řek vlévajících se do Hudsonova zálivu. Má rozlohu 3,9 miliónů km² a zahrnuje přibližně 1/3 současné Kanady. Její nejjižnější výběžek zasahuje na území USA. Oblast byla pod téměř suverénní správou Společnosti Hudsonova zálivu, která ji pojmenovala po princi Ruprechtu Falckém, svém prvním guvernérovi a jednom ze zakladatelů, jemuž vděčila za monopol na odkup a prodej kožešin, který jí král Karel II. pro tuto oblast udělil. Anglo-americkou konvencí z roku 1818, jíž se nově stanovila hranice mezi Britskou Severní Amerikou a USA na linii 49. rovnoběžky, došlo zároveň i k úpravě jižní hranice Země prince Ruprechta.
Pod správou Společnosti Hudsonova zálivu zůstala oblast do roku 1870, kdy ji 15. července předala do správy Kanady za částku 300 000 liber. Prodej se uskutečnil na základě britského zákona O Zemi prince Ruprechta (Rupert's Land Act) z roku 1868 již 19. listopadu 1869 a k předání kontroly mělo původně dojít již 1. prosince 1869, ale kvůli potížím zaviněným rebelií u Red River k předání došlo až 15. července 1870. Tehdy přestalo toto území existovat jako svébytný útvar a stalo se součástí Severozápadních teritorií. Na malé části území zrušené Země prince Ruprechta byla zároveň nově vytvořena kanadská provincie Manitoba, jež však měla původně pouze 1/18 svojí dnešní rozlohy. Pojem Země Prince Ruprechta poté začal postupně mizet z atlasů i povědomí.